# Kunowsky (cràter)
|  | Aquest article tracta sobre un cràter lunar. Si cerqueu un cràter marcià, vegeu «Kunowsky (cràter marcià)». |

Kunowsky és un petit cràter d'impacte localitzat a la Mare Insularum, a la meitat occidental de la cara visible de la Lluna. Es troba al voltant d'un terç de la distància entre Encke (a l'oest-nord-oest) i Lansberg (a l'est-sud-est).

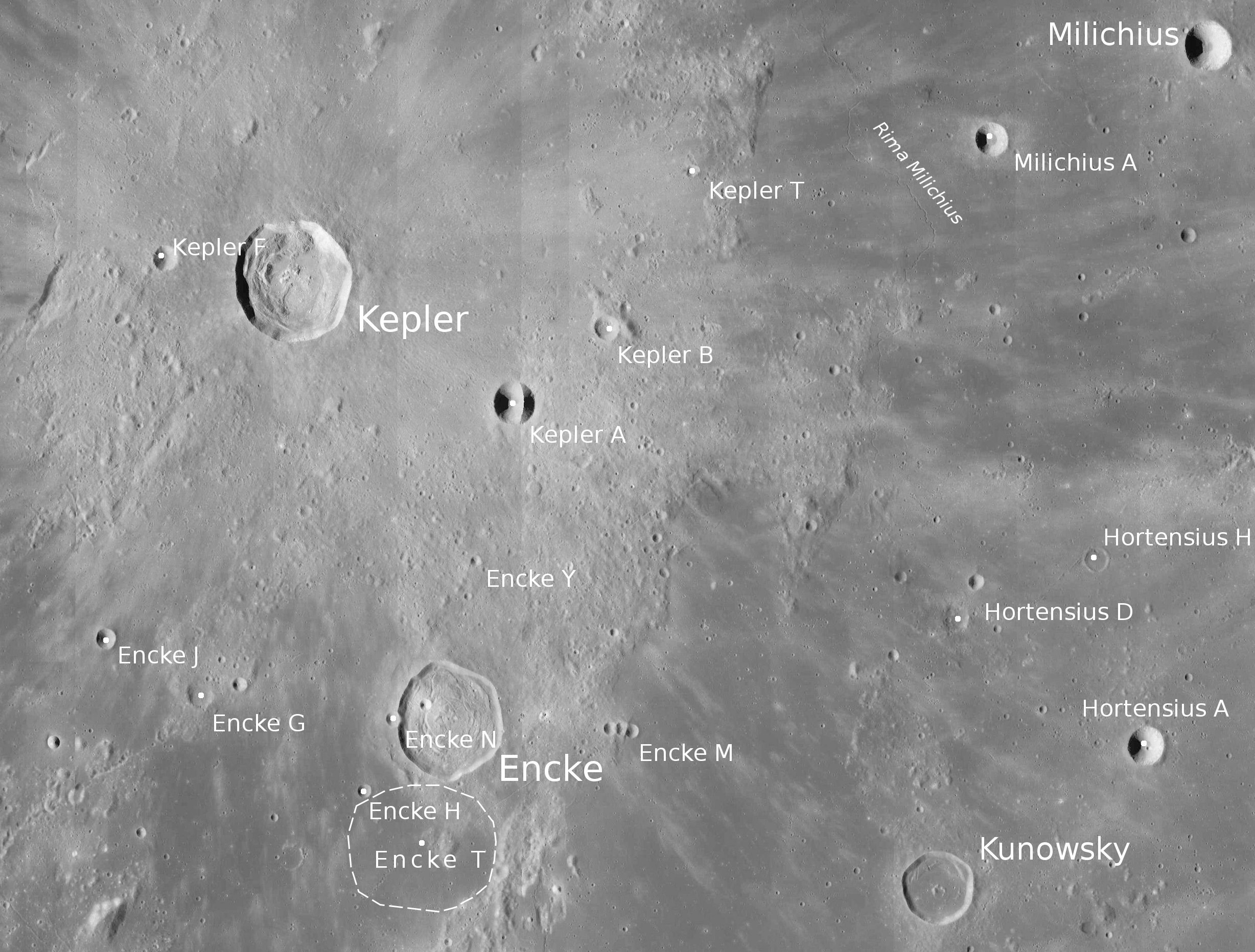
Localització de Kunowsky (a baix a la dreta de la imatge)
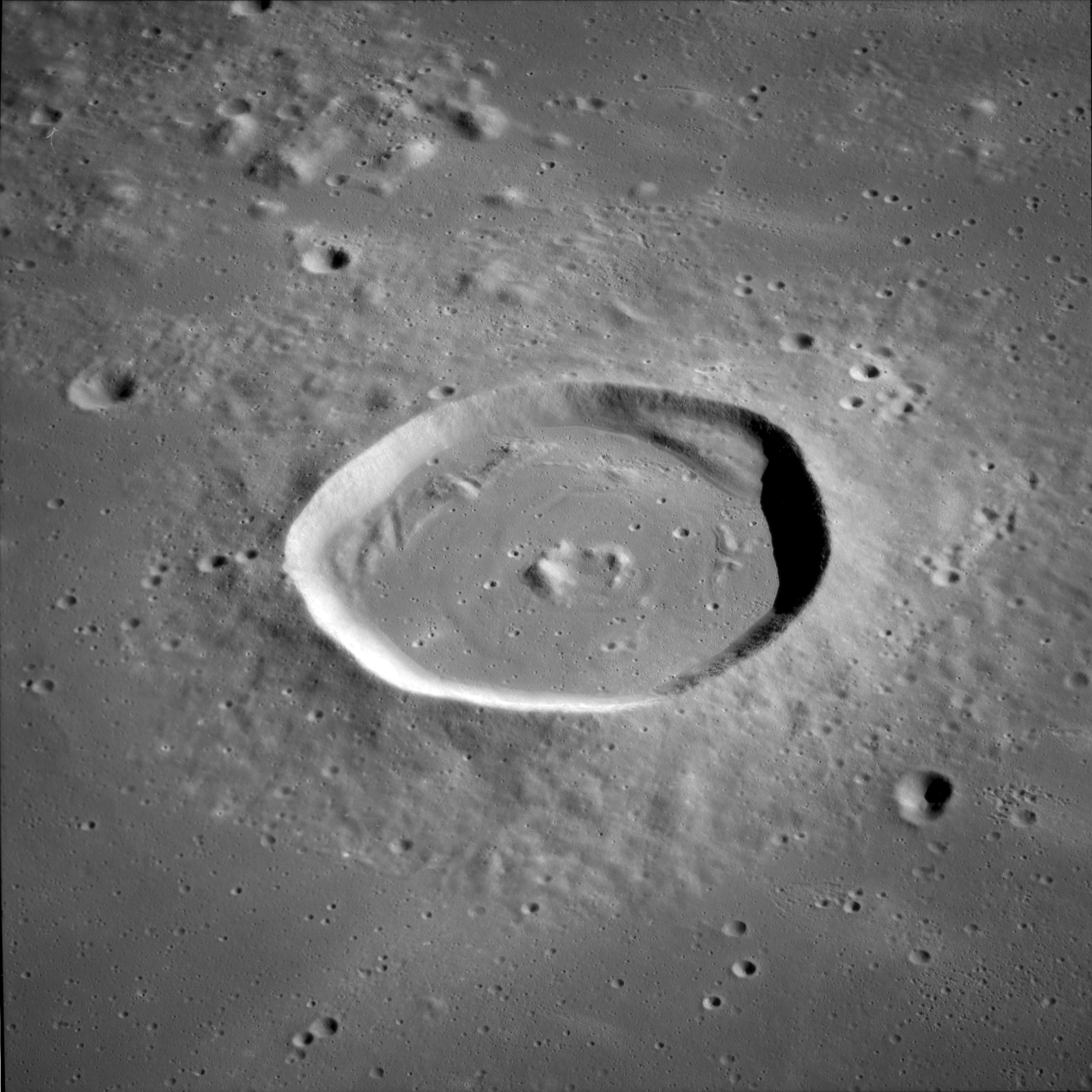
Cràter Kunowsky (fotografia de la missió Apollo 12)

Aquesta formació està envoltada per una mar lunar, i el seu interior ha estat inundat per lava basàltica, deixant només una vora aproximadament circular que sobresurt per sobre de la superfície. Aquesta vora és prima i esmolada, sense erosió significativa. A banda d'un minúscul cràter al punt mitjà del sòl interior, no presenta altres característiques significatives.

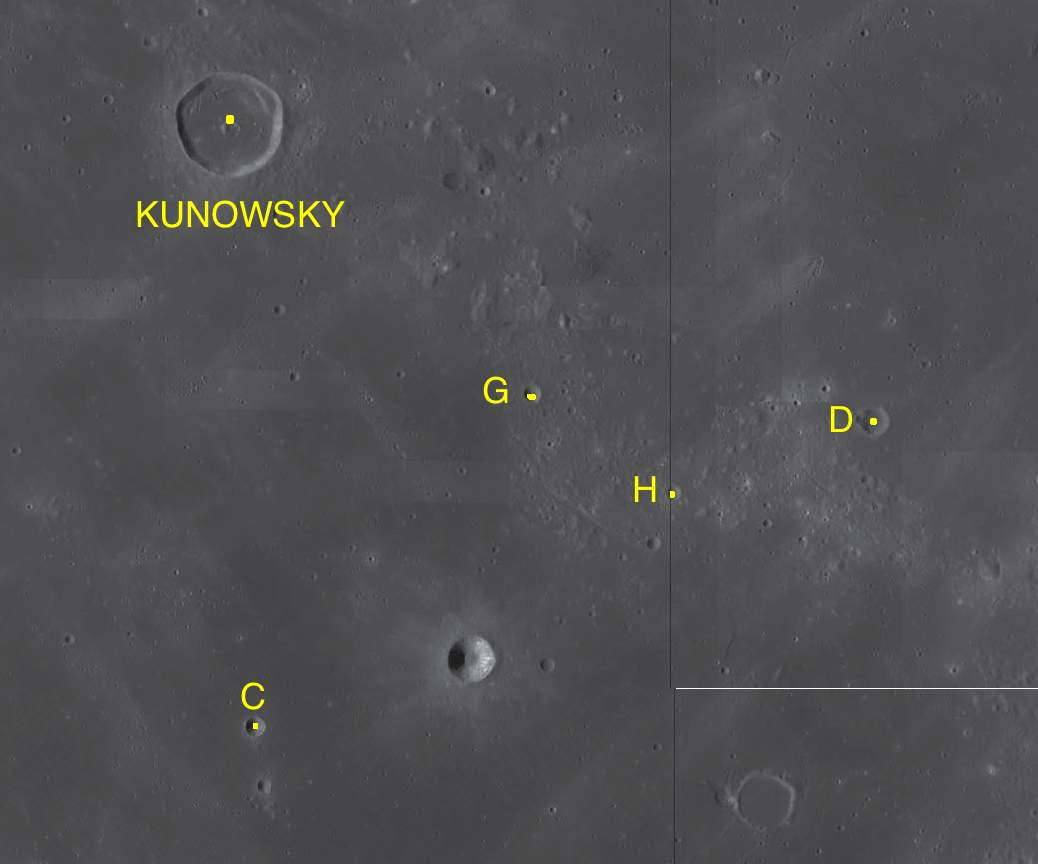
Cràters satèl·lit

Es troba en una regió de la mar lunar assolida pels sistemes de marques radials dels cràters Kepler (al nord-oest) i Copernicus (al nord-est), una mica més lluny.

## Cràters satèl·lit
Per convenció aquests elements són identificats en els mapes lunars posant la lletra en el costat del punt central del cràter que està més proper a Kunowsky.
| Kunowsky | Coordenades                        | Diàmetre |
| -------- | ---------------------------------- | -------- |
| C        | 0° 12′ S, 32° 24′ O / 0.2°S,32.4°O | 3 km     |
| D        | 1° 30′ N, 28° 48′ O / 1.5°N,28.8°O | 5 km     |
| G        | 1° 42′ N, 30° 42′ O / 1.7°N,30.7°O | 4 km     |
| H        | 1° 06′ N, 30° 00′ O / 1.1°N,30.0°O | 3 km     |